# Schedopontocypris
Schedopontocypris is een geslacht van kreeftachtigen uit de klasse van de Ostracoda (mosselkreeftjes).

## Soorten
- Schedopontocypris albaniensis (Hartmann, 1979) Maddocks, 1991
- Schedopontocypris calderensis (Hartmann, 1962) Maddocks, 1991
- Schedopontocypris declivis (Mueller, 1894) Maddocks, 1991
- Schedopontocypris flava (Mueller, 1908) Maddocks, 1991
- Schedopontocypris gaussi (Mueller, 1908) Maddocks, 1991
- Schedopontocypris inflata (Mueller, 1908) Maddocks, 1991
- Schedopontocypris insulelephantensis (Hartmann, 1986) Maddocks, 1991
- Schedopontocypris josephineae (Hartmann, 1985) Maddocks, 1991
- Schedopontocypris levis (Mueller, 1894) Maddocks, 1991
- Schedopontocypris maculata (Schornikov, 1973) Maddocks, 1991
- Schedopontocypris ovata (Schornikov, 1973) Maddocks, 1991
- Schedopontocypris pellucida (Mueller, 1894) Maddocks, 1991
- Schedopontocypris postconcava (Schornikov, 1973) Maddocks, 1991
- Schedopontocypris setosa (Mueller, 1894) Maddocks, 1991
- Schedopontocypris simplex (Brady, 1880)
- Schedopontocypris subfusca (Mueller, 1894) Maddocks, 1991
- Schedopontocypris succinea (Mueller, 1894) Maddocks, 1991